# وريد مخي متوسط
الأوَرِيدُ المُخِّيُّة المُتَوَسِّطُة هي الوَريدُ المُخِّيُّ المُتَوَسِّطُ السَّطْحِيّ والوَرِيدُ المُخِّيُّ المُتَوَسِّطُ العَميق.
- يبدأ الوريد المخي المتوسط السطحي (الوريد السيلفيياني السطحي) على السطح الجانبي لنصف الكرة المخية، ويمتد على طول التلم الجانبي وينتهي في الجيب الكهفي أو الجيب الوتدي الجداري.
- يتلقى الوريد المخي المتوسط العميق (الوريد السيلفيياني العميق) روافد من فص جزيري والتلافيف المجاور، ويمتد في الجزء السفلي من التلم الجانبي.

## معرض الصور

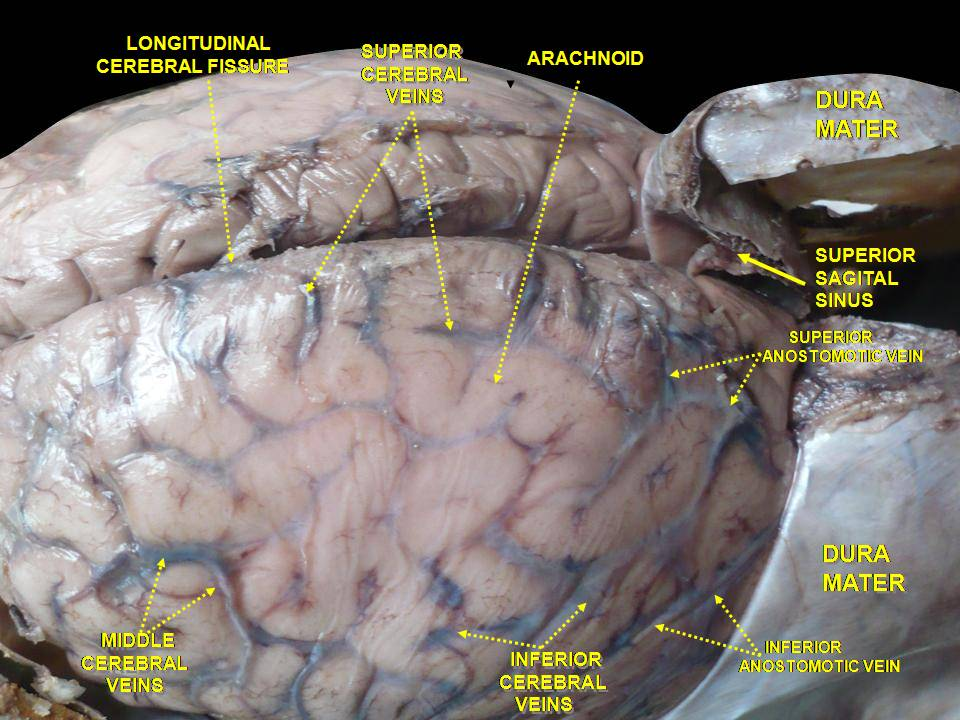
السحايا والأوردة الدماغية السطحية.
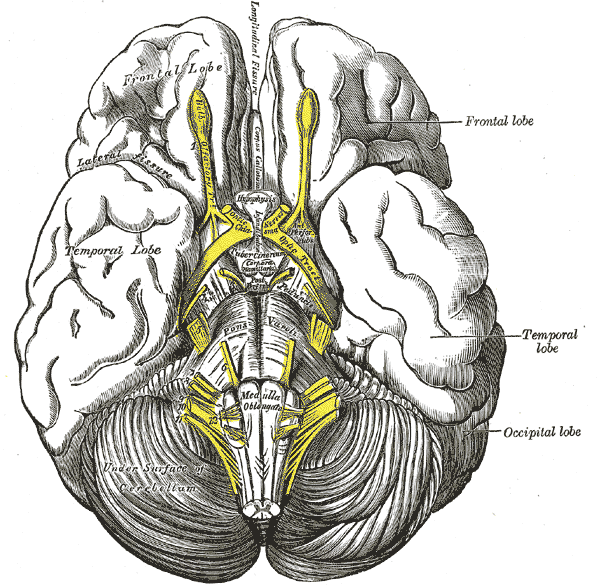
قاعدة الدماغ. (الشق الجانبي يظهر في أعلى اليسار).